# Ничлавка
Ничлавка (укр. Нічлавка) — река в Чортковском районе Тернопольской области, Украина. Правый приток реки Ничлава (бассейн Днестра).
Длина реки — 37 км. Долина V-образная. Пойма двусторонняя. Русло умеренно извилистое. Берёт начало северо-западнее села Яблонов. Впадает в Ничлаву юго-восточнее села Колындяны.
Основные притоки: Орешек, Лягушачий Поток (правые); Малая Рудка (левый).
На реке расположены населённые пункты (от истока к устью): Яблонов, Копычинцы, Котовка, Теклевка, Гадинковцы, Швайковцы, Шманьковцы, Колындяны.